# Histoire du droit administratif français
 (novembre 2018).
 (novembre 2018).
L’histoire du droit administratif français retrace les évolutions du droit administratif français, depuis ses origines remontant à l'époque médiévale, en passant notamment par la Révolution française où il émerge sous sa forme moderne. Cette nouvelle justice administrative n’a eu de cesse d’être tenue à l'écart des juges de droit commun, et ce jusqu’à aujourd’hui, car il a toujours demeuré depuis la Révolution une sensation assez forte, venant du souvenir de l'opposition au Roi des parlements de l'Ancien Régime, que « juger l'administration, c'est encore administrer ».
Cette volonté conduisit à ce que l'administration jugeât elle-même les litiges qui la concernaient. Cela donna lieu à la pratique du ministre-juge et de la justice retenue — par le Chef de l’État —, par opposition au système de justice déléguée, rendue directement par le juge « au nom du peuple français ».
Par la suite, on vit l'apparition progressive d'un véritable ordre juridique séparé de l'administration, et distinct de l’ordre judiciaire.

## Le droit administratif sous l'Ancien Régime

### Les agents du roi au niveau local
À l'époque médiévale, les agents du roi sont les baillis et les sénéchaux : les baillis sont une institution d'origine normande étendue par Philippe Auguste au nord de la France, au sud ils prennent le nom de sénéchaux. Ils sont nommés par le roi et le représentent dans leurs circonscriptions, ils veillent au respect des ordres du roi, détiennent un pouvoir de police sur leur circonscription ainsi qu'une fonction de juge : ce sont les agents les plus efficaces de la diffusion du pouvoir royal au niveau local. Les baillis et sénéchaux sont placés sous le contrôle d’enquêteurs ou de commissaires réformateurs.
Les gouverneurs et les intendants apparaissant eux au XVe siècle et sont issus de la noblesse, des grandes familles du royaume. Ces gouverneurs n'ont pas de fonction délimitée mais disposent d'une délégation générale d'autorité royale.
Les intendants sont nommés par le roi afin de faire exécuter ses ordres dans les circonscriptions. Ils représentent les intérêts de la circonscription dans laquelle ils exercent leurs fonctions, l'intendant est en fait l’ancêtre du préfet. Ils dépendent par leur statut du Roi qui peut les congédier, les intendants sont nommés par des lettres de commissions qui fixent leurs missions (police, justice et finance) les intendants sont juges de droit commun et veillent au respect de la tranquillité publique, peuvent user de la force publique en cas de rébellion. Ils interviennent enfin également en matière de finances.

### Les Cours souveraines: les Parlements
Avant 1789, le terme Parlement ne désigne pas une assemblée législative mais une cour de justice ayant donc une fonction judiciaire puisque c'est le roi qui détenait le pouvoir législatif. Chaque Parlement juge en dernier ressort des affaires civiles et criminelles mais dispose également d'une compétence normative visant à examiner et enregistrer les actes royaux. Il existait treize Parlements à la fin de l'Ancien Régime.

### Les états provinciaux
Ils se réunissent sur convocation du Roi, font leur apparition au XVe siècle et sont au nombre de quatre : Bourgogne, Languedoc, Bretagne et Provence. Leur domaine de compétence concerne les impôts.

### Les villes
Le renouveau des villes se fait en conflit avec le pouvoir des seigneurs. La Constitution d'une ville se fait par l'élaboration d'un acte juridique appelé Charte urbaine qui permet de délimiter les compétences attribuées aux villes et celles relevant du seigneur. On distingue ainsi trois grands types de villes :
- au nord de la France, les villes de communes très autonomes par rapport au seigneur et disposant d'un maire ce qui entraînait des conflits récurrents entre maires et seigneur.
- Les villes de Consulat telles Arles ou Avignon créées sur le modèle des villes italiennes où le pouvoir est partagé entre le seigneur et la ville.
- Les villes de franchise disposant d'une faible autonomie, souvent dirigées par le seigneur local tel Paris.

La gestion des affaires municipales était confiée à des conseils, les villes pouvaient disposer de pouvoirs en matière de police et édicter des actes juridiques au niveau local (législation urbaine concernant les routes, les rues...).
Mais à partir du XVIe siècle la compétence des villes va être placée sous la tutelle de l'autorité royale : le Roi cherchait à restreindre la compétence des villes, celles-ci sont placées sous la tutelle des intendants en 1683.

## Le droit administratif de la Révolution française au Second Empire

### Séparation de la justice judiciaire et de la justice administrative
En 1790, la loi des 16 et 24 août définit un code des rapports du judiciaire à l'administratif. Dans la logique de séparation des pouvoirs, elle défend aux tribunaux de prendre part à l'exercice des pouvoirs législatifs et exécutif. Le juge ordinaire ne peut pas intervenir dans l'activité de l'administration, sous peine de forfaiture (art. 13).
Par ailleurs, le 25 septembre - 6 octobre 1791 : Adoption d’un Code pénal (revu en 1810), dont l'art. 127 sanctionne les juges qui se prononceraient sur des opérations du corps administratif.

### Harmonisation du droit administratif des collectivités territoriales
En 1789, plusieurs textes aboutissent à homogénéiser juridiquement les collectivités territoriales. Le 4 août, les privilèges territoriaux sont abolis. Le 14 décembre, une loi crée une municipalité en chaque ville, bourg, paroisse ou communauté de campagne. En 1790, le 14 juillet, les provinces abandonnent leurs privilèges et leurs particularismes.

### Création du Conseil d’État et des conseils de préfecture
En 1799, le 15 décembre, la Constitution de l'an VIII crée le Conseil d'État. L'article 52 du nouveau texte fondamental dispose qu'« un CE est chargé de rédiger les projets de lois et les règlements d’administration publique et de résoudre les difficultés qui s’élèvent en matière administrative », lui confiant d'emblée sa double fonction juridictionnelle et consultative. Le décret du 11 juin 1806 crée la commission du contentieux au sein du Conseil d’État, ancêtre de la section du contentieux, afin de spécialiser une partie du Conseil au traitement des contentieux.
Le 17 février 1800 (28 pluviôse an VIII), une loi crée les Conseils de préfecture, qui deviennent en 1953 les tribunaux administratifs, chargés du contentieux administratif à l’échelle locale.

### Comptabilité des dépenses publiques
Le 14 septembre 1822, une ordonnance du roi Louis XVIII concernant la comptabilité et la justification des dépenses publiques est édictée. En 1862, le 31 mai, un décret impérial portant règlement général sur la comptabilité publique est adopté.

## Le droit administratif sous laIIIeRépublique

### Indépendance des juridictions administratives
En 1872, les juridictions administratives deviennent indépendantes en rompant avec le principe de la justice retenue. Le 24 mai 1872, une loi reconnaît au Conseil d’État le pouvoir de rendre des décisions souveraines dans les litiges opposant un particulier à l’administration.

### Création du Tribunal des conflits
Le Tribunal des conflits est créé par la même loi du 24 mai 1872 afin de départager les conflits de compétence entre la juridiction administrative et la juridiction judiciaire. Il est formé de magistrats de la Cour de cassation et du Conseil d'État, pour attribuer les affaires dont la nature juridique (judiciaire ou administrative) n'est pas claire.

### Régime de responsabilité particulier de l'administration
En 1873, le Tribunal des Conflits rend l'arrêt Blanco, qui détermine que les dommages causés par l'État doivent suivre un régime particulier de responsabilité échappant au droit commun. Cette responsabilité échappe donc au Code civil, n'est « ni générale, ni absolue (…) [elle] a ses règles spéciales qui varient suivant les besoins du service et la nécessité de concilier les droits de l'État avec les droits privés ». Selon Léon Duguit cet arrêt est la « pierre angulaire » du droit administratif français.
Toutefois, en 1912, dans son arrêt Société des granits porphyroïdes des Vosges, le Conseil d'État affirme qu'un contrat conclu par l'administration peut se voir soumettre les « règles et conditions des contrats intervenus entre particuliers ». Cela permet alors de rendre certains contrats soumis aux règles du droit commun (le droit privé), et de rendre le juge judiciaire compétent en cas de litige. Les contrats visés sont ceux conclus par l'administration dans les mêmes conditions que les particuliers : les contrats conclus sans vocation à participer à un service public, et ceux ne comportant pas de clause exorbitante de droit commun.

### Statut des agents communaux
Le 13 décembre 1889, par décision du Conseil d'État (Arrêt Cadot), les agents communaux deviennent des agents publics.

### Précision du champ du service public et du droit administratif
La jurisprudence cherche à définir, au début du XXe siècle, le champ du service public, considérant que la présence de service public dans un contentieux impliquait l'application du droit public, et donc la compétence du juge administratif. Dans ses conclusions sur l'affaire Terrier du 6 février 1903, le commissaire Romieu écrit que « tout ce qui concerne l’organisation et le fonctionnement des services publics  […] constitue une opération administrative, qui est, par sa nature, du domaine de la juridiction administrative ».
Dans Thérond (4 mars 1910), le Conseil d’État soutient que dès lors qu'un marché a été passé par l'administration avec une personne privée en vue d'assurer l'hygiène des rues, il s'agit d'un objectif de service public qui est poursuivi, faisant de ce contrat un contrat administratif : « les difficultés pouvant résulter de l’inexécution ou de la mauvaise exécution de ce service » relèvent de la compétence du juge administratif.

### Création des services publics industriels et commerciaux (SPIC)
Le 22 janvier 1921, le Tribunal des conflits fait jurisprudence en créant la notion de Service Public Industriel et Commercial (SPIC), lors d'un jugement « Société Commerciale de l'Ouest Africain » appelée également « bac d’Eloka ». Cette notion est reprise par le Conseil d'Etat dans sa décision Société générale des armements du 23 décembre 1921, qui parle de « service public industriel ». Le SPIC utilise le droit privé et non le droit public, à l'exception de quelques actes singuliers (relatifs au directeur et à l'agent comptable, ainsi que les règles générales d'organisation du service). Cette décision brise la triple équivalence entre service public, droit public, et juge administratif.

### Réorganisation de la juridiction administrative
En 1926, un décret réduit à 22 le nombre des conseils de préfecture et abolit la présidence préfectorale, leur conférant une plus grande indépendance.

### Incompétence en matière de contrôle de constitutionnalité
En 1936, le Conseil d'État affirme qu'il est incompétent en matière de contrôle de constitutionnalité des lois en rendant l'arrêt Arrighi. Notons qu'avec l'avènement de la Ve République en 1958, ce rôle sera alors expressément attribué au Conseil constitutionnel.

## Le droit administratif sous laIVeRépublique

### Statut général de la fonction publique
Le 19 octobre 1946 paraît la loi portant statut général de la fonction publique, complétée par l'ordonnance du 4 février 1959, qui fixe notamment que le fonctionnaire ne sert pas un employeur comparable à une entreprise privée, qu'il est voué au service public et à la satisfaction de l'intérêt général, et qu'il est un élément de la puissance publique en action.

### Précisions sur l'ouverture des recours
L'arrêt du Conseil d’État du 17 février 1950, Ministre de l'Agriculture c/ Dame Lamotte, dispose que le recours pour excès de pouvoir est « ouvert même sans texte contre tout acte administratif ». Le 30 juin, la même institution indique dans l'arrêt Quérault que le recours hiérarchique est toujours ouvert, même sans texte.
Par ailleurs, le Conseil d’État dégage dans D'Aillières, le 7 février 1947, un principe général du droit selon lequel le pourvoi en cassation, en tant que voie de recours, doit toujours être ouverte, même si aucun texte ne le prévoit. En revanche, la loi du 31 décembre 1987 instaure une procédure préalable d'admission des pourvois en cassation.

### Réorganisation des tribunaux administratifs
La juridiction administrative est réorganisée. Les conseils de préfecture disparaissent et sont remplacés par les tribunaux administratifs, créés par le décret no 53-934 du 30 septembre 1953, qui entre en vigueur en 1954. Ils allègent la charge du Conseil d'État qui ne parvenait plus à traiter les litiges qui lui étaient soumis dans des délais acceptables. En effet, jusqu'en 1953, le Conseil d'État était juge de droit commun du contentieux administratif.

### Caractère réglementaire des circulaires
En 1954, un important arrêt du Conseil d'État (Notre-Dame du Kreisker) pose les critères à partir desquels une circulaire devient réglementaire. En particulier, si un règlement est pris par une autorité incompétente, cela entraîne l'annulation de la circulaire.

## Le droit administratif sous laVeRépublique

### Loi relative aux lois de finances
Le 2 janvier 1959, une ordonnance crée le modèle de la loi relative aux lois de finances est créée. L'objectif est de donner une constitution financière à la France. Ce projet est continué le 29 décembre 1962 par un décret portant règlement général sur la comptabilité publique.

### Re-définition du contrat public
L'arrêt du 19 janvier 1973 du Conseil d'État (Société d'exploitation électrique de la rivière du Sant) décrète que les contrats soumis à un régime exorbitant du droit commun présentent le caractère de contrats administratifs.

### Consécration constitutionnelle
Le 22 juillet 1980, le Conseil Constitutionnel confirme que l'existence et l'indépendance des juridictions administratives sont garanties par la Constitution.

### Statut des fonctionnaires
L'élection de François Mitterrand à la présidence de la République provoque la mise en chantier de statuts généraux pour tous les volets de la fonction publique. La loi du 13 juillet 1983 portant statut général des fonctionnaires de l'État et des collectivités territoriales est suivie de la loi du 26 janvier portant dispositions statutaires applicables à la fonction publique territoriale.

### Ouverture de certains contentieux aux contribuables
Le 26 mars 1999, la justice administrative fait jurisprudence en décidant qu'un contribuable est autorisé à déposer une plainte avec constitution de partie civile au nom de la commune (Affaire des emplois fictifs de la mairie de Paris) dans le cas où la commune refuse ou néglige d'intenter une action en justice.

### Création des Cours administratives d'appel
Le 31 décembre 1987 est votée une loi portant réforme du contentieux administratif. Les Cours administratives d'appel sont créées, le Conseil d’État leur transférant une majeure part de sa compétence de traitement des appels.

### Droits du public
Deux lois votées en 1978 accordent de nouveaux droits aux administrés. Le 6 janvier, la loi relative à l'informatique, aux fichiers et aux libertés accorde des droits en ce qui concerne les fichiers informatiques. La loi du 17 juillet sur les relations entre l'administration et le public institue notamment le droit d'accès aux documents administratifs pour les personnes que ces documents concernent.

### Réorganisation du Conseil d’État
Le décret du 6 mars 2008 clarifie la séparation entre les fonctions juridictionnelles et les fonctions consultatives de la juridiction suprême de l'ordre administratif, afin de s'assurer que la France ne se trouve pas en contradiction avec la jurisprudence de la Cour européenne des droits de l'homme.

### Ouverture de la juridiction administrative au Parlement
La révision constitutionnelle de 2008 donne au Parlement le droit de consulter le Conseil d’État pour obtenir un avis sur ses propositions de loi, en vertu de l'article 39 de la Constitution. Le Parlement peut aussi demander l'aide de la Cour des comptes (article 47-2 de la Constitution).

### Autres
1979
- 11 juillet : loi sur la motivation des actes administratifs individuels défavorables.

1983
- 7 janvier : loi sur l'utilisation de la technique contractuelle est préconisée pour régler les rapports entre collectivités (conventions).
- 21 mars : Tribunal des conflits (UAP).
Un contrat conclu entre deux personnes publiques revêt en principe, un caractère administratif impliquant la compétence des juridictions administratives pour connaître les litiges portant sur les manquements aux obligations en découlant, sauf dans les cas ou, eu égard à son objet, il ne fait naître entre les parties que des rapports de droit privé.
- 28 novembre : décret relatif à l'amélioration des relations entre l'administration et les administrés. Formalités applicables à l'élaboration de la décision administrative.

1987
- 23 janvier : Conseil Constitutionnel (conseil de la concurrence) : « conformément à la conception française de la séparation des pouvoirs, figure au nombre des PFRLR le principe selon lequel, à l'exception des matières réservées par nature à l'autorité judiciaire, relève en dernier ressort de la juridiction administrative l'annulation ou la réformation des décisions prises, dans l'exercice des prérogatives de puissance publique, par les autorités relevant du pouvoir exécutif, leurs agents, les collectivités territoriales de la République ou les organismes publics placés sous leur autorité ou leur contrôle ».
- Contentieux de plein droit à partir de 1989, contentieux pour excès de pouvoir à partir de 1992, contentieux de la fonction publique à partir de 1994-1995.

1995
- 8 février : loi sur la justice : Le juge administratif peut tirer les conséquences de ses décisions en prescrivant une mesure donnée ou en imposant à l'administration de se prononcer de nouveau dans un certain délai.

2000
- 30 juin : loi sur les référés administratifs, dispositions reprises dans l'article L 521-1 du code de justice administrative. Applicable au 1er janvier 2001.

2008: loi constitutionnelle no 2008-724 du 23 juillet 2008 de modernisation des institutions de la Ve République
Article 47-2 de la Constitution : nouvel article sur la Cour des comptes
La Cour des comptes assiste le Parlement dans le contrôle de l’action du gouvernement. Elle assiste le Parlement et le gouvernement dans le contrôle de l’exécution des lois de finances et de l’application des lois de financement de la sécurité sociale ainsi que dans l’évaluation des politiques publiques. Elle contribue à l’information des citoyens via des rapports publics.
Les comptes des administrations publiques doivent être réguliers et sincères, et donner une image fidèle du résultat de leur gestion, de leur patrimoine et de leur situation financière.
- Titre XI bis : le Défenseur des droits est créé avec un nouvel Article 71-1.

Le Défenseur des droits veille au respect des droits et libertés par les administrations de l’État, les collectivités territoriales, les établissements publics, ainsi que par tout organisme investi d’une mission de service public, ou à l’égard duquel la loi organique lui attribue des compétences.

## Mise en place des collectivités locales et territoriales
1792 :
- 25 septembre : Proclamation de la Première République.

1800 : Instauration du Préfet par Napoléon Bonaparte.
1831 : Élection des conseils municipaux.
1833 : Élections des conseils généraux.
1848 : Élection au suffrage universel direct.
1871
- 10 août : Loi organisant les départements.

1884
- 5 avril : Élection au suffrage universel des Conseils municipaux, qui gèrent par leur délibérations les affaires de la commune et élisent le Maire.
- 5 avril : La loi constitue la « charte communale » et définit l'unité du statut communal, où quelle que soit sa situation réelle, la commune française connaît une situation juridique uniforme. Cette loi est toujours en vigueur en 2004, sauf certaines particularités pour Paris, Lyon, Marseille, et les agglomérations nouvelles.

1890 :
- 22 mars : La loi crée les Syndicats Intercommunaux à Vocation Unique (SIVU). Ils se développeront beaucoup à partir de 1945, et seront environ 16 000 en 1994.

1946 :
- 13 octobre : Adoption par référendum de la constitution de la 4e République.

1955 :
- 20 mai : Création des syndicats mixtes par décret (ils seront plus de 1100 en 1994).

1959
- 5 janvier : Ordonnances de création des districts.

1964 :
- Création d'une nouvelle circonscription administrative, la région.
- 29 juillet : Le statut du préfet est fixé par décret.

1966 :
- 31 décembre : Loi sur la Communauté urbaine.

1972 :
- 5 juillet : Les régions prennent le statut d'établissement public.
- 19 et 20 octobre : le Sommet de Paris définit de nouvelles politiques communautaires pour les régions l'environnement, l'énergie.

1975
- 31 décembre : Loi restituant un Maire à la ville de Paris. Définition du statut de Paris et de la région parisienne.

1979 :
- 3 janvier : Loi instaurant la dotation globale de fonctionnement (DGF).

## Le vaste mouvement de décentralisation d'après1981
1982
- 2 mars : Loi dite Defferre, No 82-213 du 2 mars 1982 relative aux droits et libertés des communes, des départements et des régions de décentralisation.
- 29 juillet : Loi : Réforme de la planification, contrat de plan État-région.
- 31 décembre Loi relative à l'organisation administrative de Paris, Marseille, Lyon, dite Loi PLM.

1983
- 7 juillet : Loi : Société d'Économie Mixte Locale (SEML)

1984
- 11 janvier : Loi : Dispositions statutaires applicables aux fonctionnaires de l'État.
- 20 janvier : Conseil Constitutionnel : La gestion des personnels est un élément de la libre administration des collectivités territoriales.

1986
- 9 janvier : Loi : Dispositions statutaires relatives à la fonction publique hospitalière.
- mars : Première élection du conseil régional par les citoyens, la région devient une collectivité locale en application de la loi du 02-03-1982.

1987
- 13 janvier : Loi : Statut des fonctionnaires territoriaux, spécificité, décentralisation accrue, prérogatives des autorités territoriales.

1988
- 5 janvier : Loi : Création des syndicats à la carte qui permettent aux communes de n'adhérer qu'à certaines compétences exercées par le syndicat.
- Référendum sur le projet de statut pour la Nouvelle-Calédonie.

1990
- 26 juillet : Loi : Accès des ressortissants des États membres de la communauté européenne aux emplois publics qui ne comportent pas l'exercice de fonctions d'autorité ou de souveraineté.

1992
- 3 février : Loi relative aux conditions d'exercice des mandats locaux. Premières pierres d'un véritable statut de l'élu local.
- 6 février : Loi Administration territoriale de la République (ATR) : Communautés de villes et communautés de communes. Schéma départemental de la coopération intercommunale. La déconcentration devient le mode de droit commun d'intervention de l'État, l'Administration centrale ne conservant que des compétences d'attribution. Il s'agit d'adapter l'organisation territoriale de l'administration d'État à la décentralisation. Information et consultation des citoyens, publicité des délibérations et arrêtés les plus importants des autorités locales. Élargissement du champ du référendum communal.
- 1er juillet : Décret : L'Administration assure, au niveau national, « un rôle de conception, d'animation, d'orientation, d'évaluation, et de contrôle ». Tout le reste, en particulier les tâches de gestion, relève des services extérieurs. Principe de subsidiarité.
- Référendum sur la ratification du traité de Maastricht. Révision de la constitution pour permettre le vote des ressortissants de l'union européenne aux élections municipales.

1994
- 16 décembre : CE (commune d'Avrillé), le Conseil d'État réduit le champ d'application du prudum communal aux affaires relevant de la compétence exclusive de la commune.

1995
- 4 février : Loi d'orientation pour l'aménagement et le développement du territoire (LOADT) : notion de l etrangers. Référendums locaux d'initiative populaire (1/5e des électeurs inscrits).

1996
- 21 février : Loi créant le Code général des collectivités territoriales (CGCT) qui regroupe les dispositions concernant toutes les collectivités et leurs établissements publics de coopération. (le code des communes n'existe plus).
- 25 mars : Tribunal des conflits (arrêt Berkani) : Tous les agents non statutaires, contractuels en principe, des personnes publiques, employées dans un service public administratif possèdent la qualité d'agent public (sauf les cas où la loi en dispose autrement, par exemple, les Contrats Emploi Solidarité sont de par la loi de droit privé).

1997
- 4 juillet : CE (Merit) la décision par laquelle l'assemblée délibérante autorise l'exécutif à ester en justice est insusceptible d'être discutée devant le juge de l'excès de pouvoir. Cette décision intervient en pure opportunité.

1998
- CE (Me de Verteuil) revirement de jurisprudence : la délégation que reçoit le Maire en application des articles L 2132-1 et L 2122-22 du CGCT (délégation générale) lui donne valablement qualité pour agir en justice au nom de la commune.
- 1er janvier : Déconcentration vers le préfet de l'ensemble des décisions administratives individuelles (hormis quelques exceptions) en application du décret du 15-01-97.
- 29 juillet : Loi relative à la lutte contre les exclusions : « Les tarifs des services publics administratifs à caractère facultatif peuvent être fixés en fonction du niveau du revenu des usagers et du nombre de personnes vivant au foyer. Les droits les plus élevés ainsi fixés ne peuvent être supérieurs au coût par usager de la prestation concernée. Les taux ainsi fixé ne font pas obstacle à l'égal accès de tous les usagers au service ».

1999
- 19 janvier : Réforme du mode de scrutin régional (mixte, durée du mandat 5 ans).
- 25 juin : Loi d'Orientation pour l'Aménagement et le Développement Durable du Territoire (Loi Voynet) : Modifie la loi du

04-02-1995 Création des « pays ». Schéma de réorganisation des services de l'État. Notion de collectivité « chef de file » pour l'exercice d'une compétence ou d'un groupe de compétences relevant de plusieurs collectivités territoriales.
- 8 juillet : Loi Constitutionnelle : Complète l'article 3 de la constitution : « la loi favorise l'égal accès des femmes et des hommes aux mandats électoraux et fonctions électives ».
- 12 juillet : Loi relative au renforcement et à la simplification de la coopération intercommunale : Création des communautés d'agglomération. Suppression des districts, communauté de ville, Syndicat d'agglomération nouvelle.

2003
- 1er août : Loi organique No 2003-705 relative au référendum local.
- 1er août : Loi organique No 2003-704 du 1er août 2003 relative à l'expérimentation par les collectivités territoriales

2004
- 29 juillet : Loi organique no 2004-758 relative à l'autonomie financière des collectivités territoriales
- 13 août Loi dite Loi Raffarin ou Acte II de la Décentralisation (Loi No 2004-809 du relative aux libertés et responsabilités locales)

2008
- 23 juillet: loi constitutionnelle no 2008-724 du 23 juillet 2008 de modernisation des institutions de la Ve République

Article 34
La loi fixe désormais les règles concernant le régime électoral des assemblées locales et des instances représentatives des Français établis hors de France ainsi que les conditions d’exercice des mandats électoraux et des fonctions électives des membres des assemblées délibérantes des collectivités territoriales.
Sous réserve de l'adoption d'une loi organique, ce qui n'était toujours pas fait au début de 2011, un référendum d'initiative populaire pourrait être organisé à la demande conjointe des parlementaires et des électeurs. L'exercice de ce droit serait très encadré.